# Ansamblul urbanistic Iulius Town Timișoara
Iulius Town este un complex urbanistic multifuncțional de mari dimensiuni din Timișoara, deținut de consorțiul Iulius Group-Atterbury Europe.
În faza I a dezvoltării complexului, inaugurată parțial în septembrie 2019, proiectul a necesitat o investiție totală de peste 442 de milioane de euro, totodată una din cele mai mari infuzii de capital privat în sectorul imobiliar (real estate în engleză) realizată vreodată în România și cea mai mare investiție imobiliară din afara Bucureștiului.

## Iulius Mall

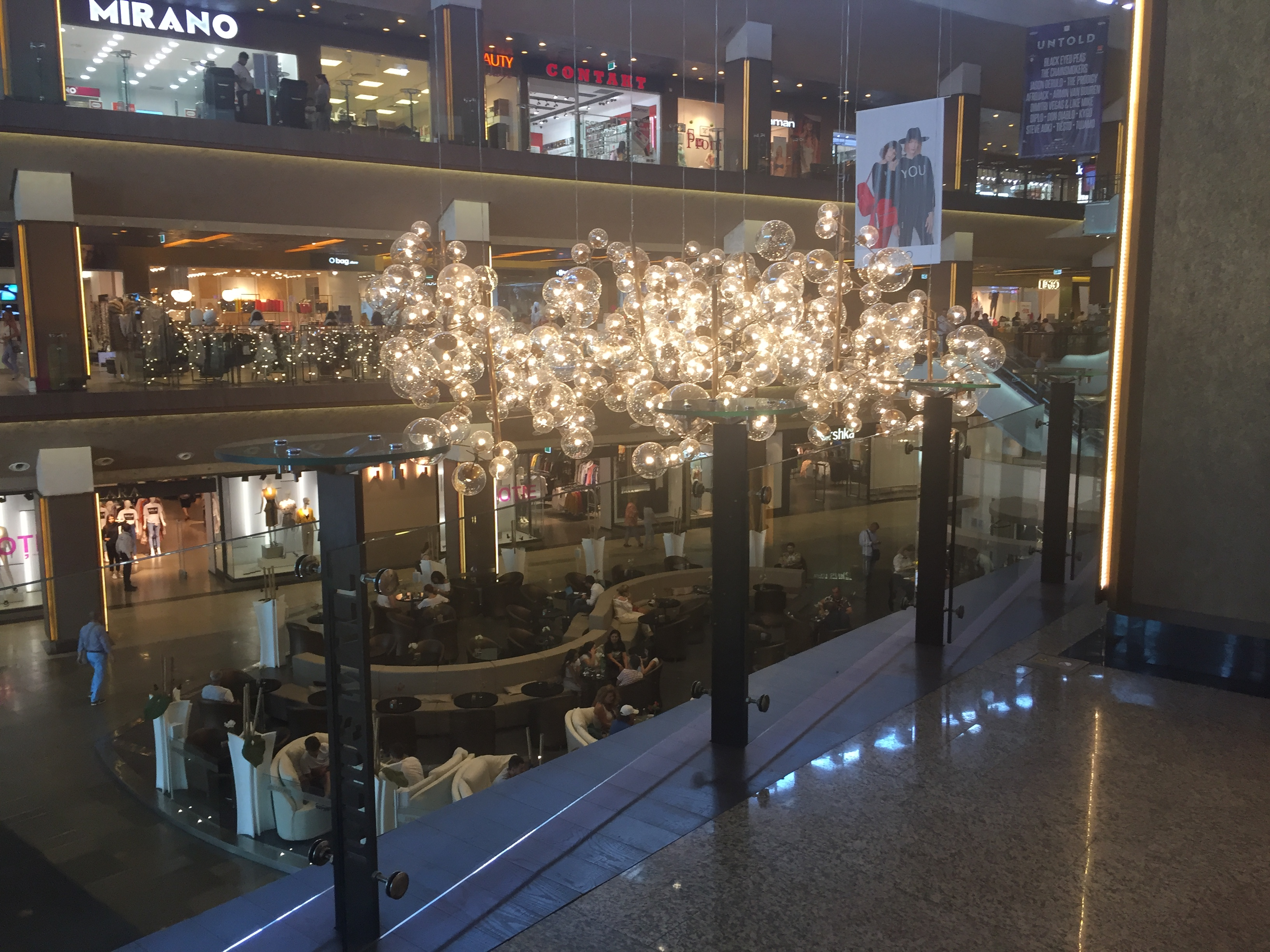
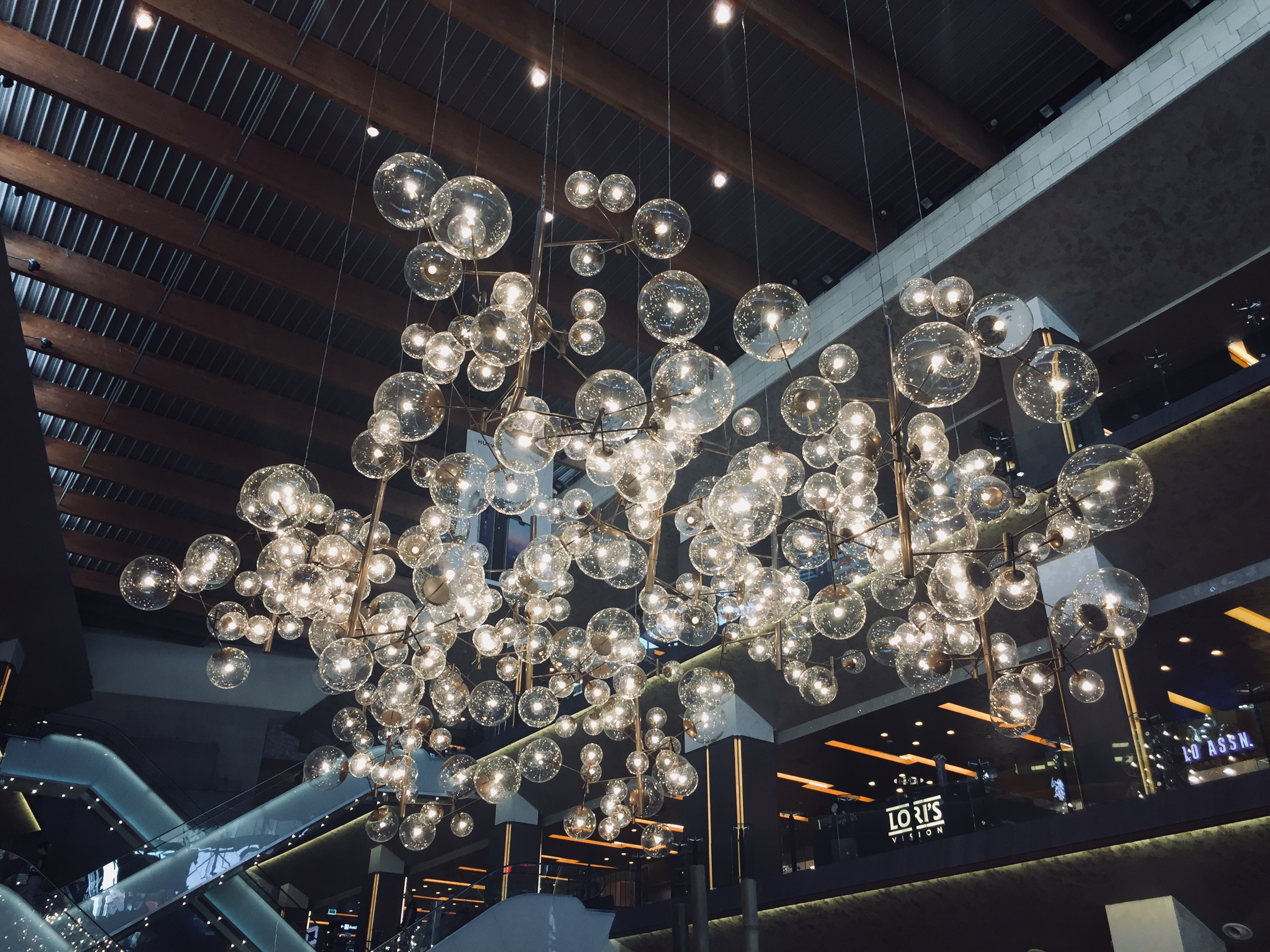
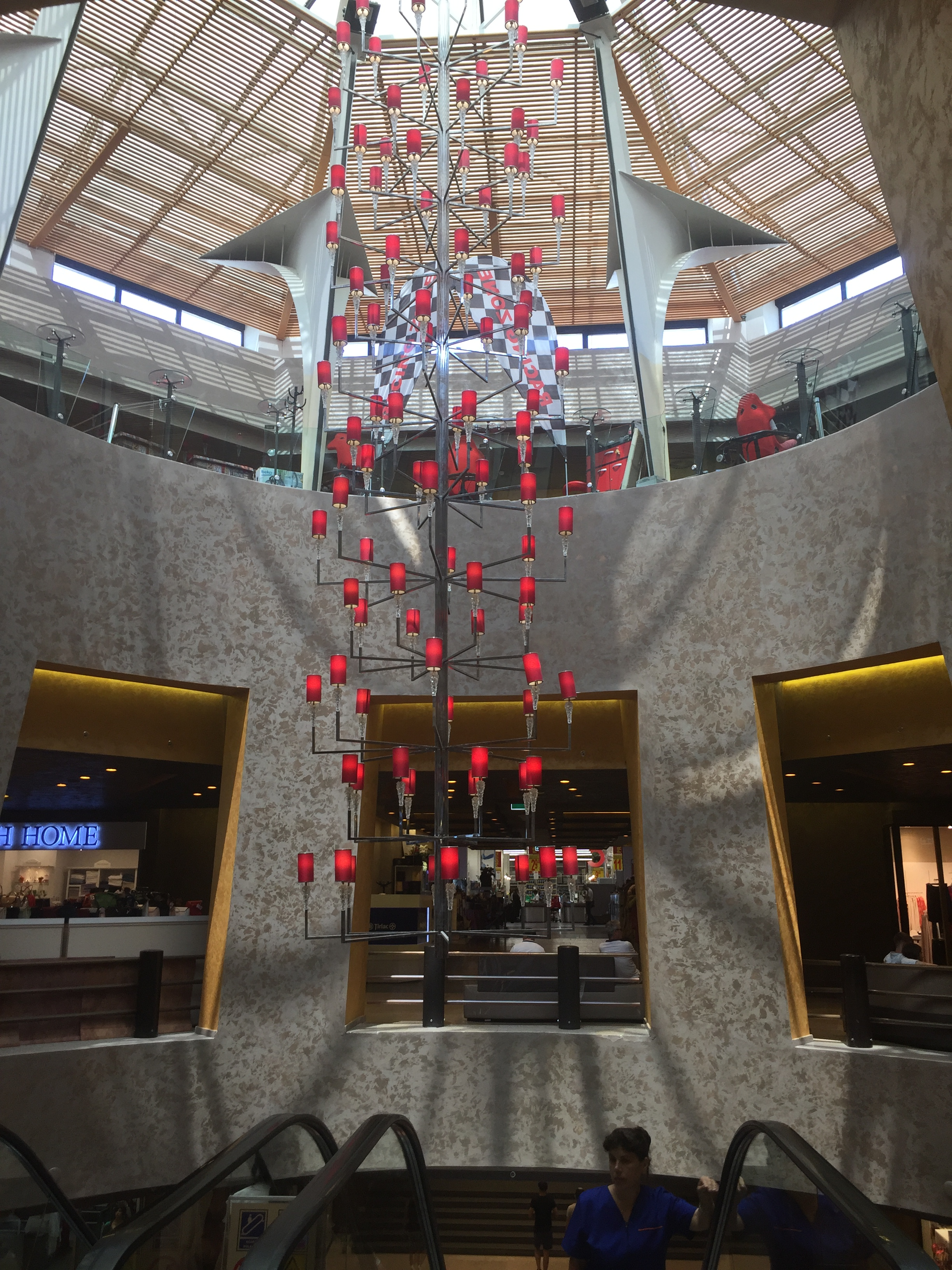
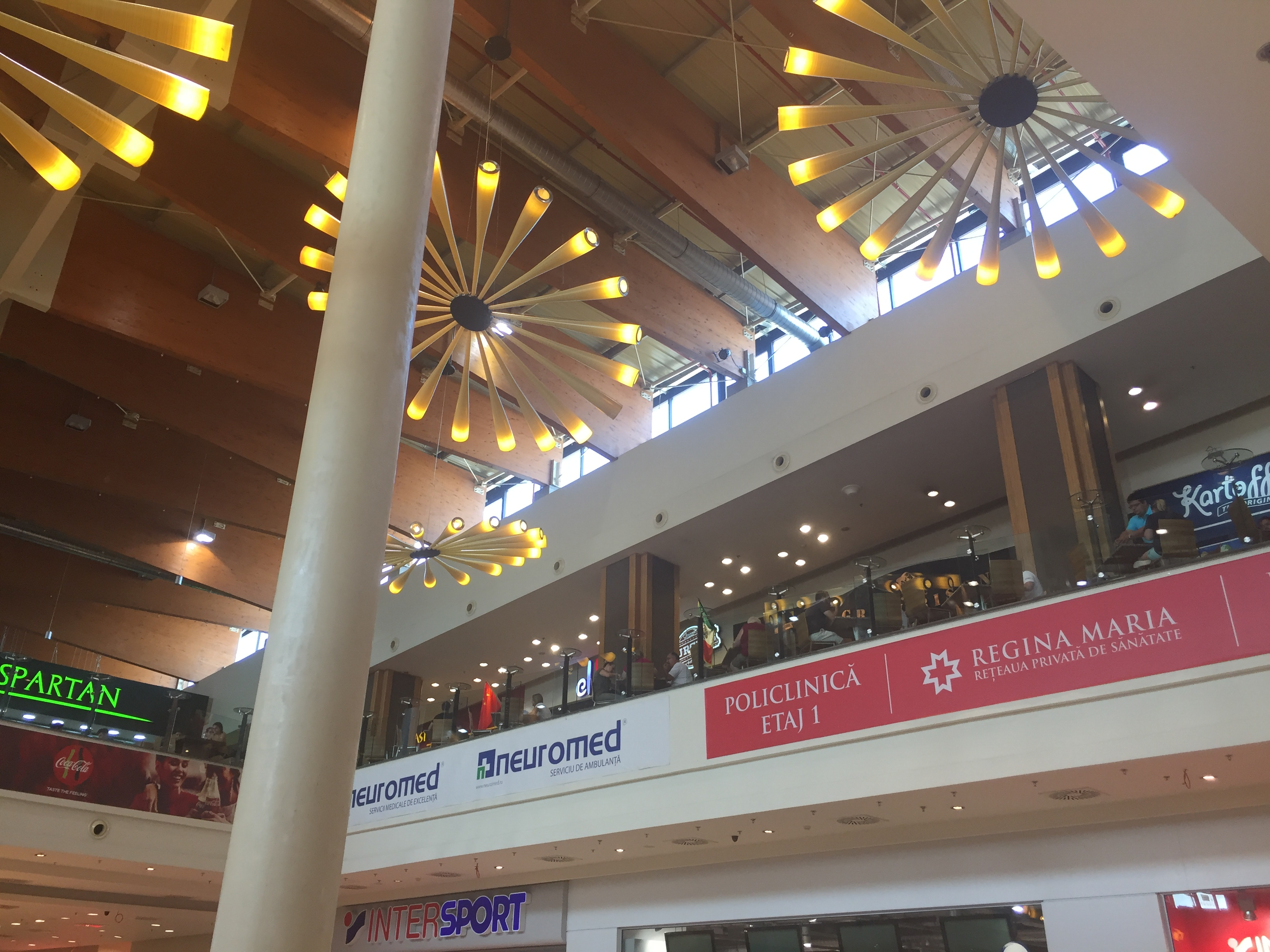
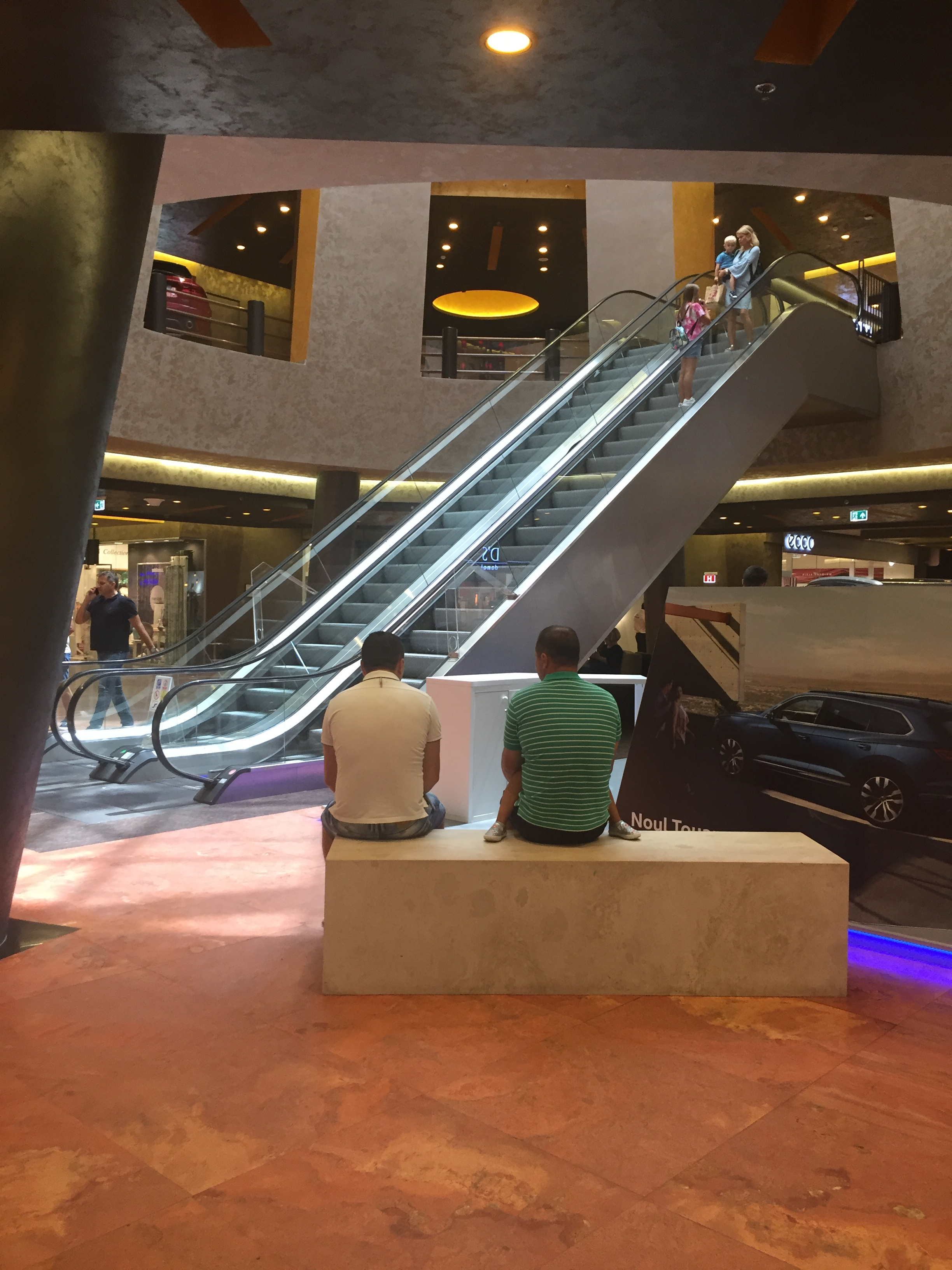

Este centrul comercial al complexului, deschis în 2005 și extins în 2009 și 2019.
Cu o suprafață închiriabilă ce totalizează 102.000 m², Iulius Town este una dintre cele mai mari zone comerciale din România și din Europa de Est. Mall-ul găzduiește 450 de branduri; food court cu o capacitate de peste 2.500 de locuri; multiplex Cinema City cu 12 săli 3D, dintre care o sală VIP All Inclusive și o sală Dolby Atmos; hypermarket Auchan de 11.500 m²; cea mai mare sală de fitness World Class din România; sediul și punctul de distribuție eMAG Timișoara; clubul de bowling și biliard BlackBox; cazinoul Metropolis; locurile de joacă Kids Land și Play Zone; perete de alpinism; patinoar sezonier; zone de lounge; restaurante; terase; baruri; numeroase cafenele; spații de relaxare și loisir; numeroase târguri, evenimente interactive și expoziții; diverse kiosk-uri și servicii; etc.
Printre brandurile și magazinele găzduite de Iulius Town se numără: Adidas, Armani Jeans, Benvenuti, Bigotti, Braiconf, Camaïeu, Calvin Klein, Calzedonia, C&A, Cărturești, Deichmann, Desigual, Douglas, DM, Ecco, ETA2U, Gerovital, Germanos, Grid, H&M, Hervis Sports, House, Inditex (Bershka, Pull&Bear, Stradivarius, Oysho, Massimo Dutti, Zara, Zara Home), Intersport, Irina Schrotter, IQOS, Jolidon, Kenvelo, KFC, Lee Cooper, Mango, Marionnaud, McDonald's, Media Galaxy, Musette, Mondex, Next, New Yorker, Nike, Noriel, Nobila Casa, Orsay, Peek & Cloppenburg, Pizza Hut, Puma, Ray-Ban, Sephora, Stefanel, Steilmann, Spartan, Starbucks, Subway, Swarovski, Secuiana, Taco Bell, TEZYO by Otter, Yves Rocher, și multe altele.
Iulius Mall Timișoara este vizitat anual de peste 20 milioane de persoane din vestul României, Ungaria și Serbia.

## Iulius Gardens
Parcul Iulius Gardens are o suprafață de 5,5 ha, fiind cel mai mare parc suspendat din România. Acesta este amenajat deasupra parcării subterane din complex și cuprinde 1.400 de arbori, cu înălțimi de până la 15 metri, care impresionează prin dimensiuni, forma coroanelor și coloritul frunzelor; aclimatizate diferitelor perioade ale sezonului de vegetație: tei, cedri, fagi pendulari și piramidali; platani; diverse varietăți de arțar, stejari, castani, brazi, pini; carpeni de tip spalier sau cu formă piramidală; pruni și duzi; magnolii sunt doar câteva specii care înfrumusețează zona.
Peisajul este completat cu peste 100 de specii de arbuști ornamentali: azalee, hortensii, trandafiri, camelii, wisteria, buxus, călini, forsiția și multe altele.
Iulius Gardens mai oferă:
- Carusel venețian supraetajat și trambuline pentru copii;
- Lac cu vegetație;
- Peluză englezească, pe care vizitatorii se pot așeza pentru a se relaxa, pentru a citi o carte sau pentru a se bucura de priveliște;
- Spații de relaxare;
- Patinoar sezonier; etc.[7]

## Iulius Congress Hall
Reprezintă centrul de evenimente din Iulius Town ce le oferă clienților servicii premium pentru organizarea conferințelor, congreselor, seminariilor, întâlnirilor de afaceri și petrecerilor private. Sălile sunt concepute de designeri italieni, deosebit de elegante și cu detalii de un rafinament aparte.
Pentru evenimentele de tip corporate, capacitatea sălilor variază în funcție de configurația dorită:
Sala Verdi – până la 406 de persoane;
Sala Strauss – până la 424 de persoane;
Sala Mozart – până la 424 de persoane;
Sălile Strauss și Mozart se pot uni, permițând găzduirea de evenimente ample, cu peste 1.000 de participanți.

## Iulius Parking
Complexul are un total de 4.070 locuri de parcare, dispuse în parcările subterane, o parcare supraetajată de 910 de locuri și în parcarea terană, oferind stații de alimentare pentru încărcarea automobilelor electrice și hibrid. Clienții au acces direct din Iulius Mall, prin intermediul a două pasarele pietonale ce conectează parcarea de centrul comercial. La demisol și parter, parcarea dispune de rasteluri pentru biciclete.

## United Business Center

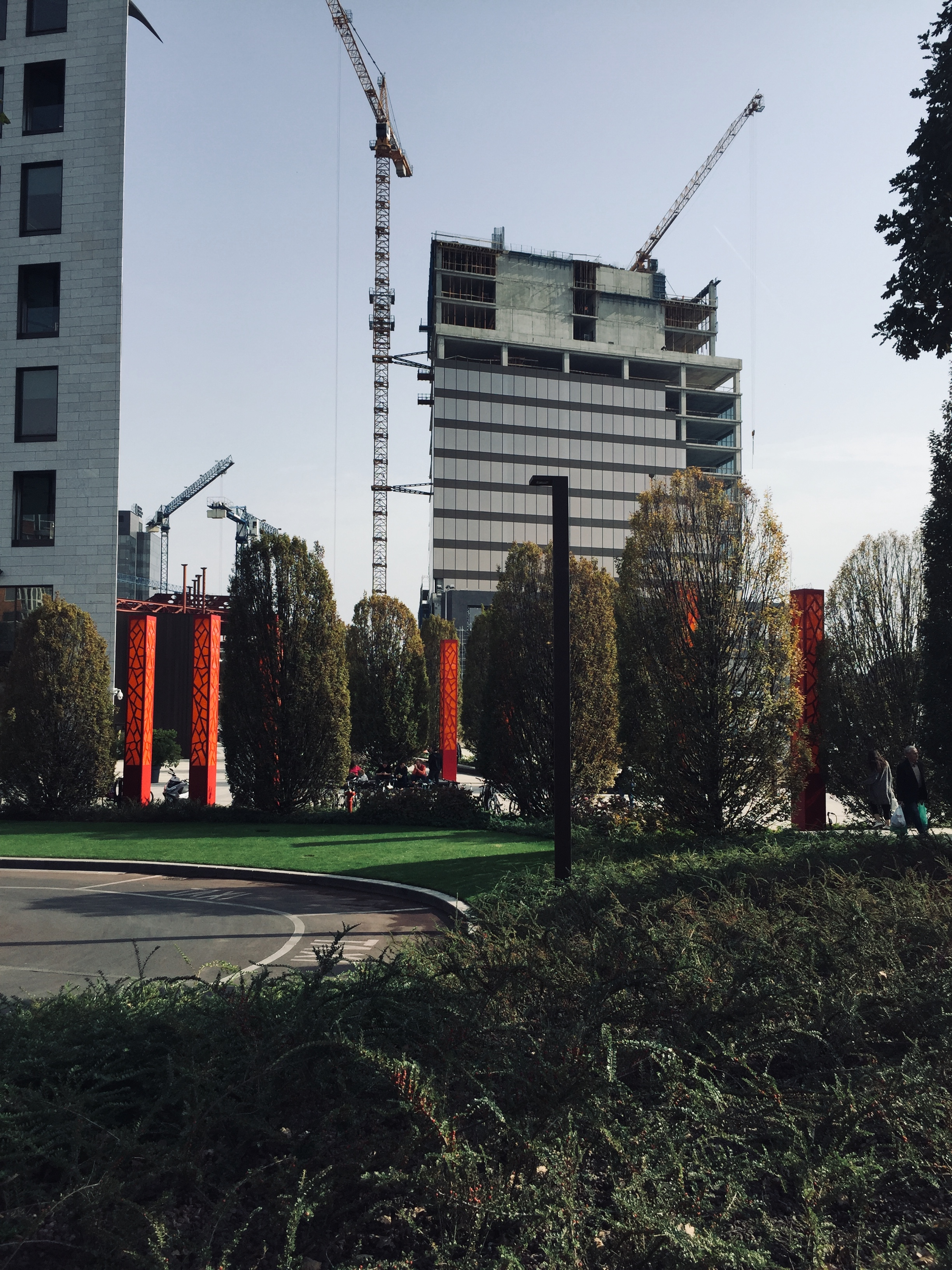
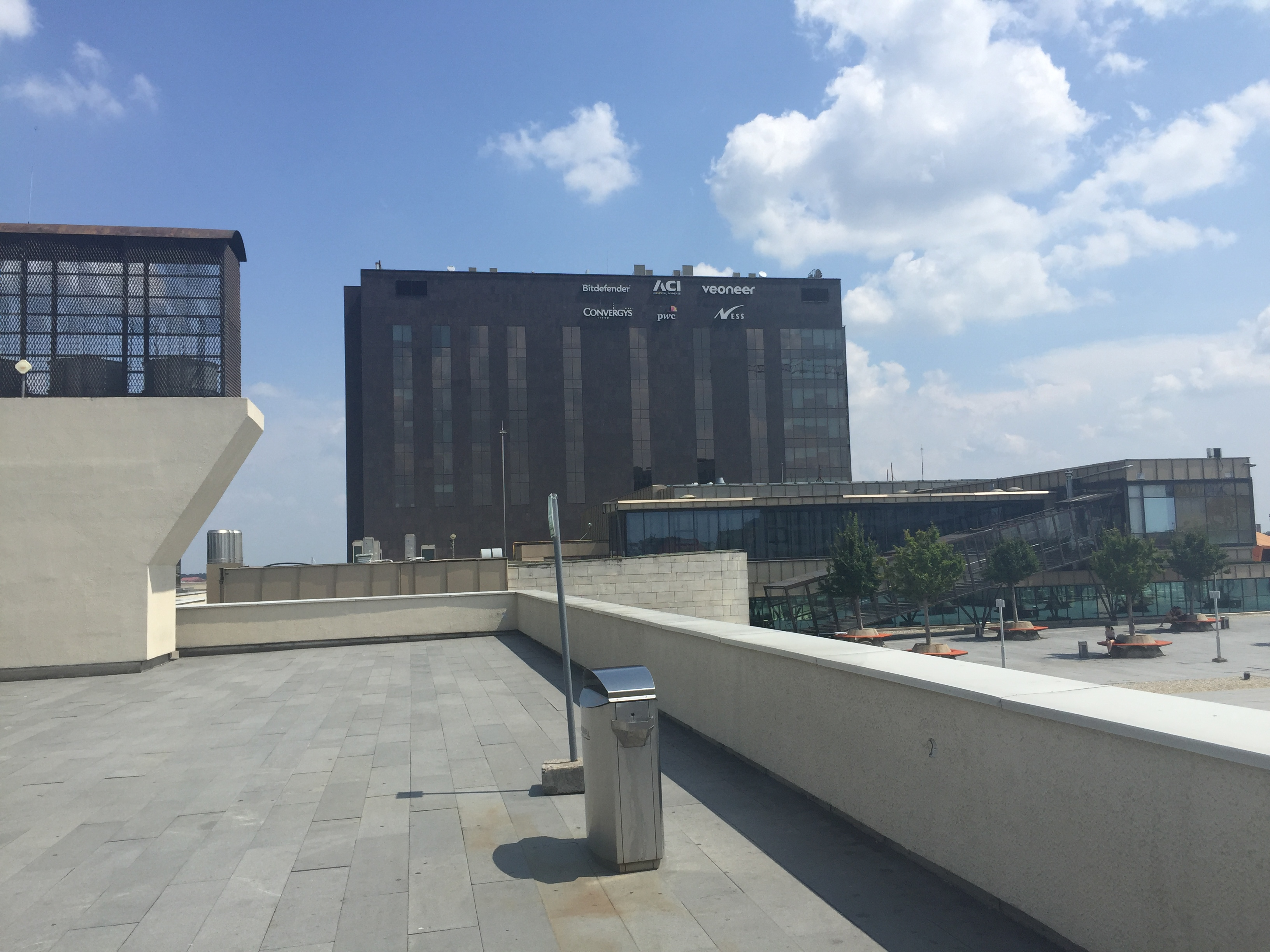
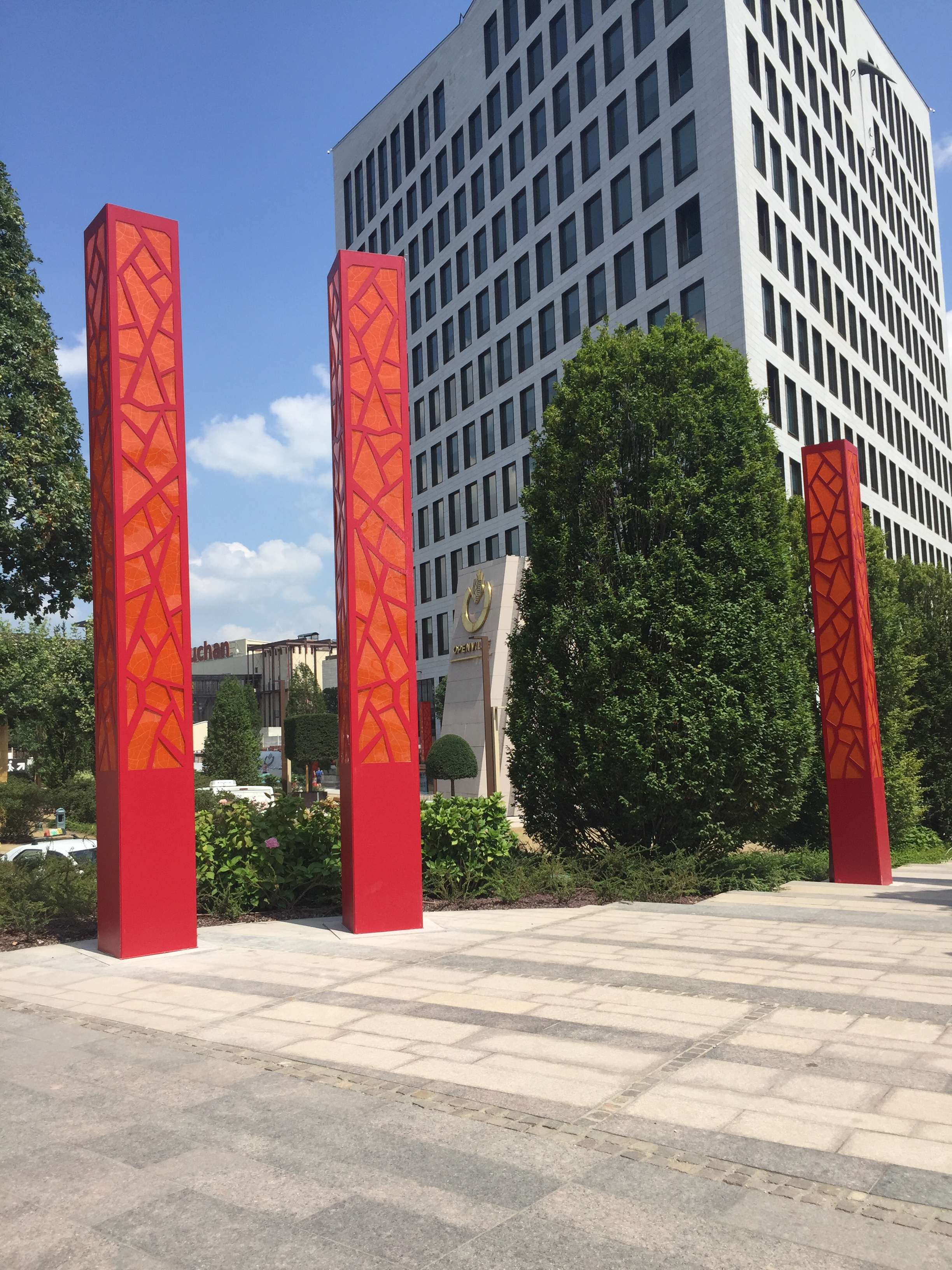

Reprezintă componenta de birouri de 130.000 mp a complexului ce va cuprinde la final 7 clădiri, 4 dintre ele fiind finalizate (United Business Center 0,1, 2 și 3), dintre care UBC 0 are 155 m, 27 de etaje și este cea mai înaltă clădire din România.

## Altele

### Școală primară și grădiniță
Iulius Town mai cuprinde școala primară și grădinița cu predare după curriculum britanic Wendy School. Acestea ocupă o suprafață de 1.000 m² fiind situate într-un spațiu special amenajat pe terasa Iulius Mall.

### Infrastructură
Complexul este strabătut de pasajul subteran auto și pietonal Iulius Under Town, pe relația Calea Sever Bocu-Piața Consiliul Europei nr. 2, pe sub parcul suspendat Iulius Gardens. Acesta are o lungime de 203 m, o lățime de 26,5 m, 2 benzi pe sens și completează coridorul de mobilitate al municipiului pe Inelul 2 de circulație. Totodată, tunelul va fi urmat de un al doilea pasaj subteran pe porțiunea dinspre Piața Consiliul Europei, către Circumvalațiunii respectiv breteaua dinspre Pasajul Popa Șapcă spre blvd. Antenei/Aristide Demetriade, în baza unui proiect tehnic public-privat întocmit de Iulius Group și donat municipalității pentru execuție.
Iulius Under Town cuprinde o galerie de artă murală de mari dimensiuni, realizate de 30 dintre cei mai buni grafferi din lume. Galeria se desfășoară pe o suprafață de peste 2.000 de metri pătrați și a beneficiat de participarea unor artiști din Venezuela, Brazilia, Mexic, Spania, Italia, Republica Moldova și România.

## Acces
Complexul este situat în partea central-nordică a orașului, la confluența arterelor Calea Torontalului și Calea Aradului cu Bulevardul Antenei și Calea Sever Bocu, în Piața Consiliul Europei nr. 2.

###### Automobil/taxi
Accesul cu mașina se face pe drumul european E70 și drumul european E671, spre sensurile de ieșire spre vama Cenad, respectiv înspre Băile Călacea.

###### Transport public
Autobuzele 13, 40, E1, E2, E6, M42, M44 și troleibuzele 14, M14, 17 și 18.

### Iulius Town

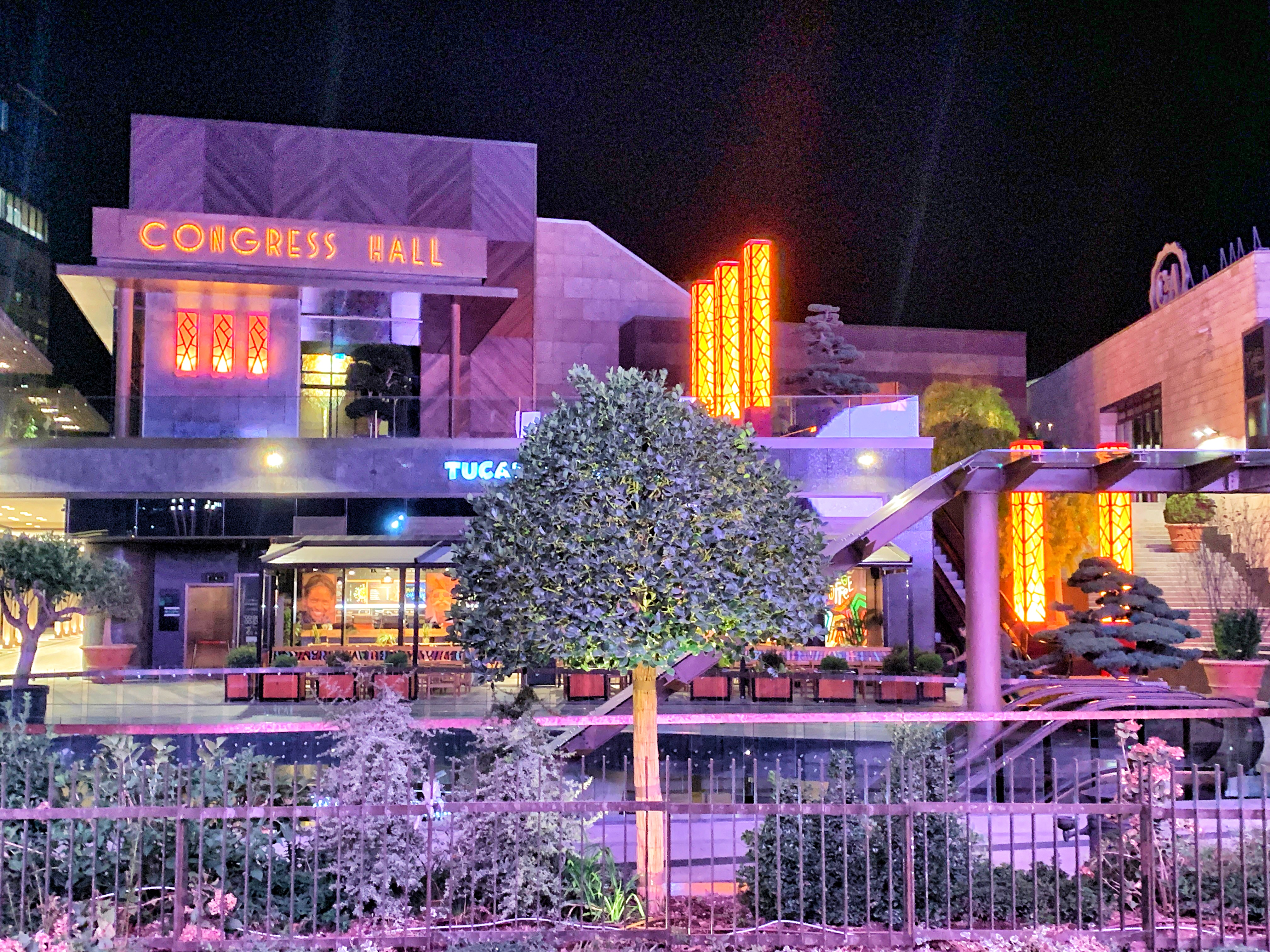
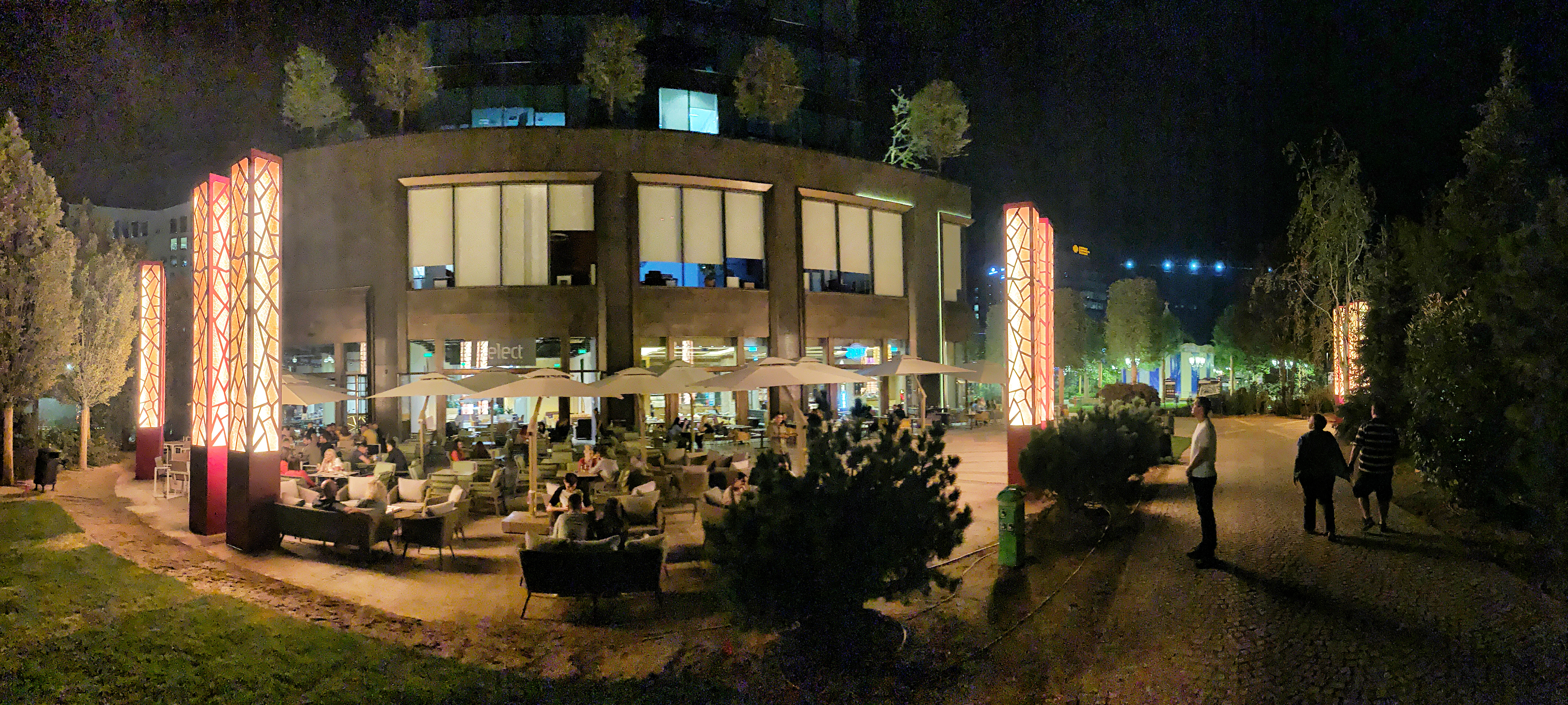
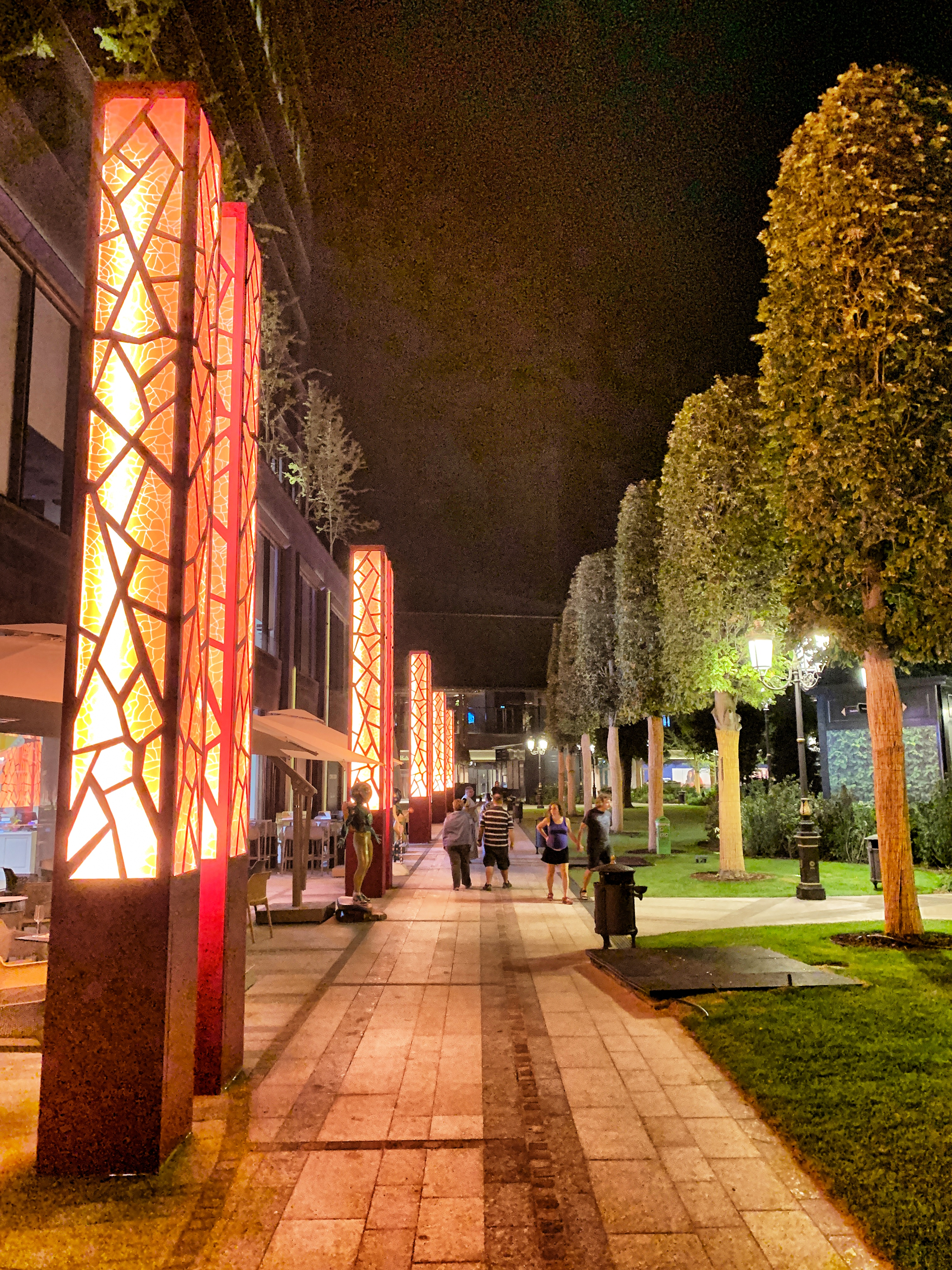
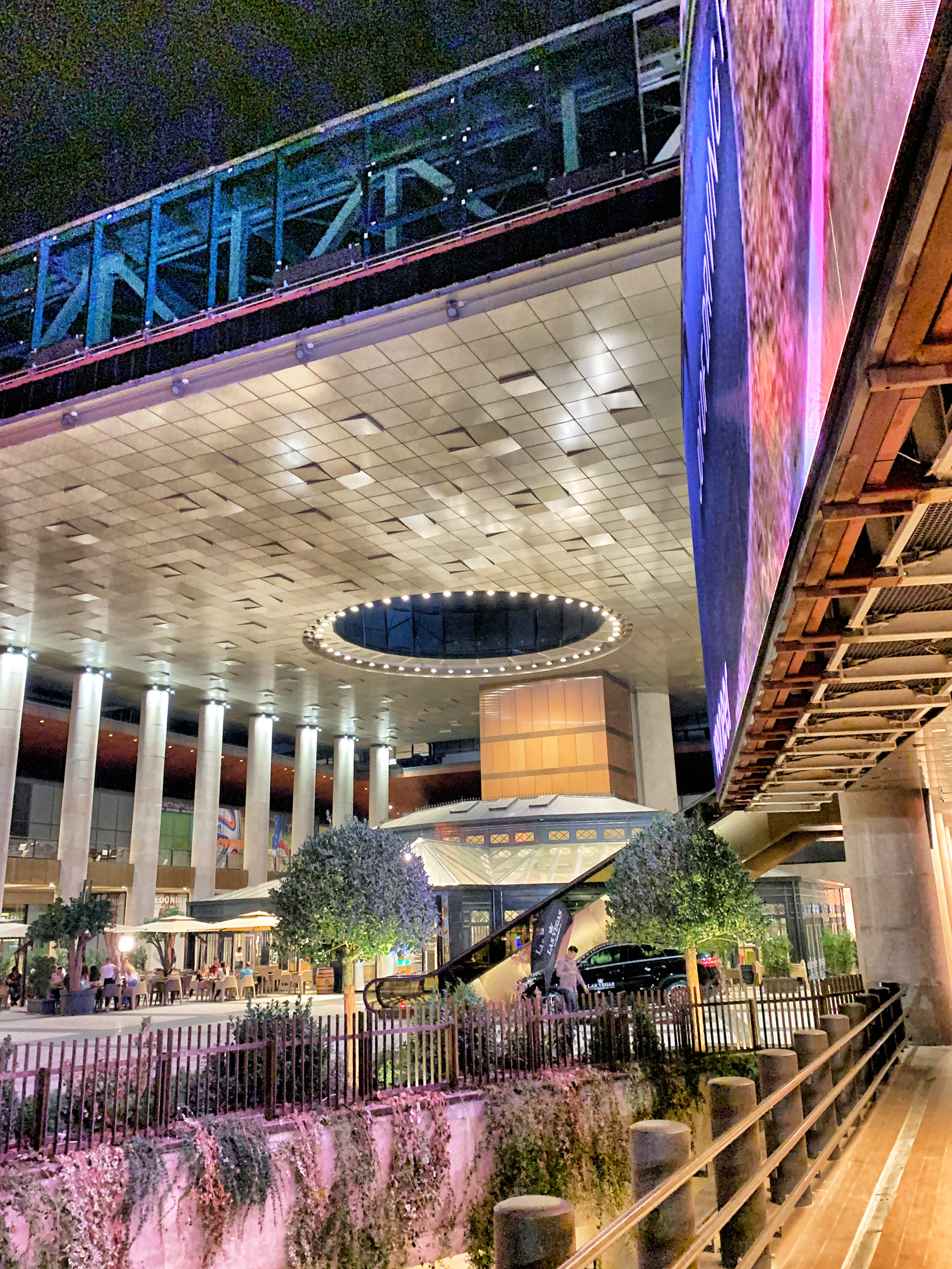
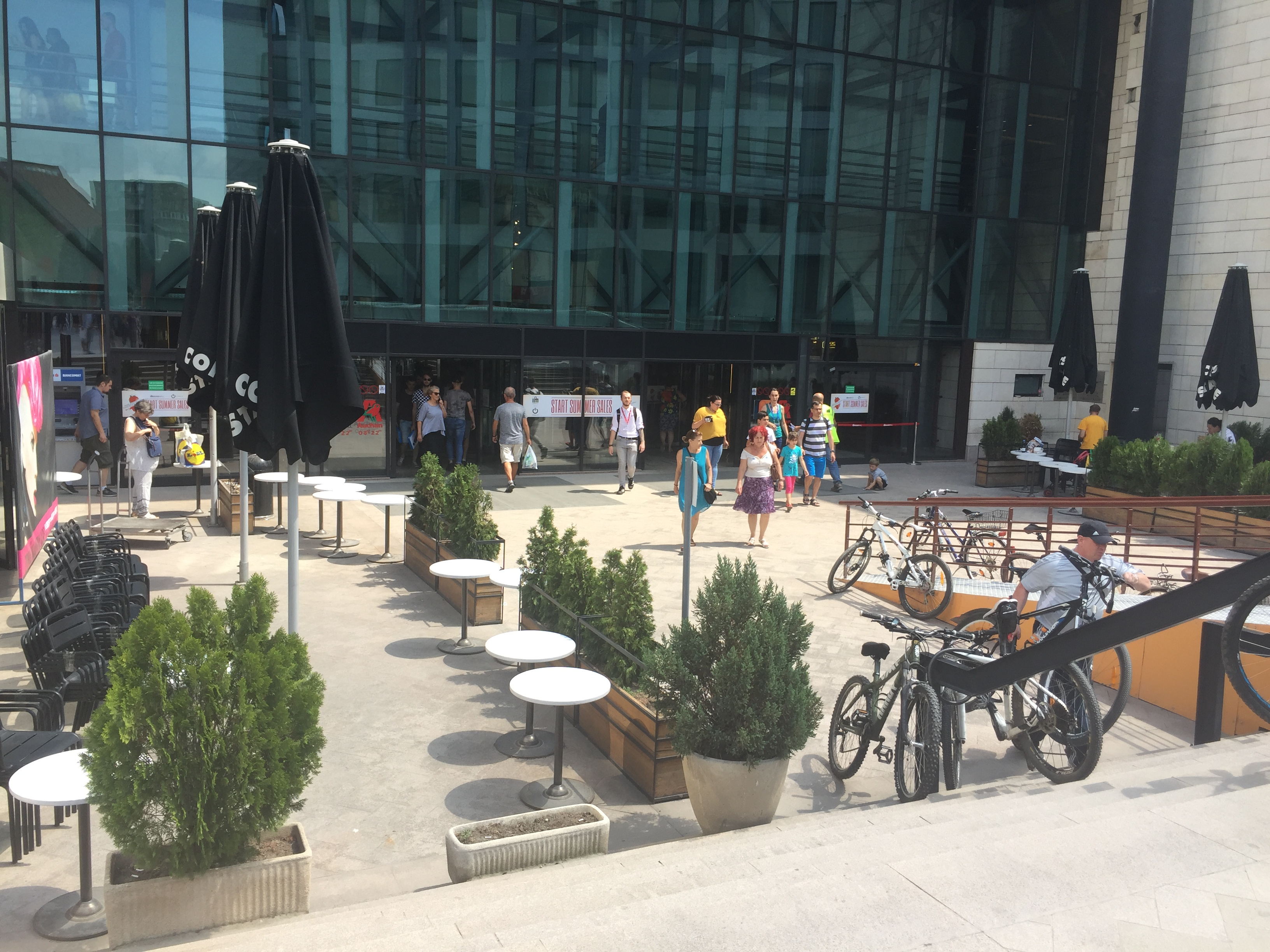
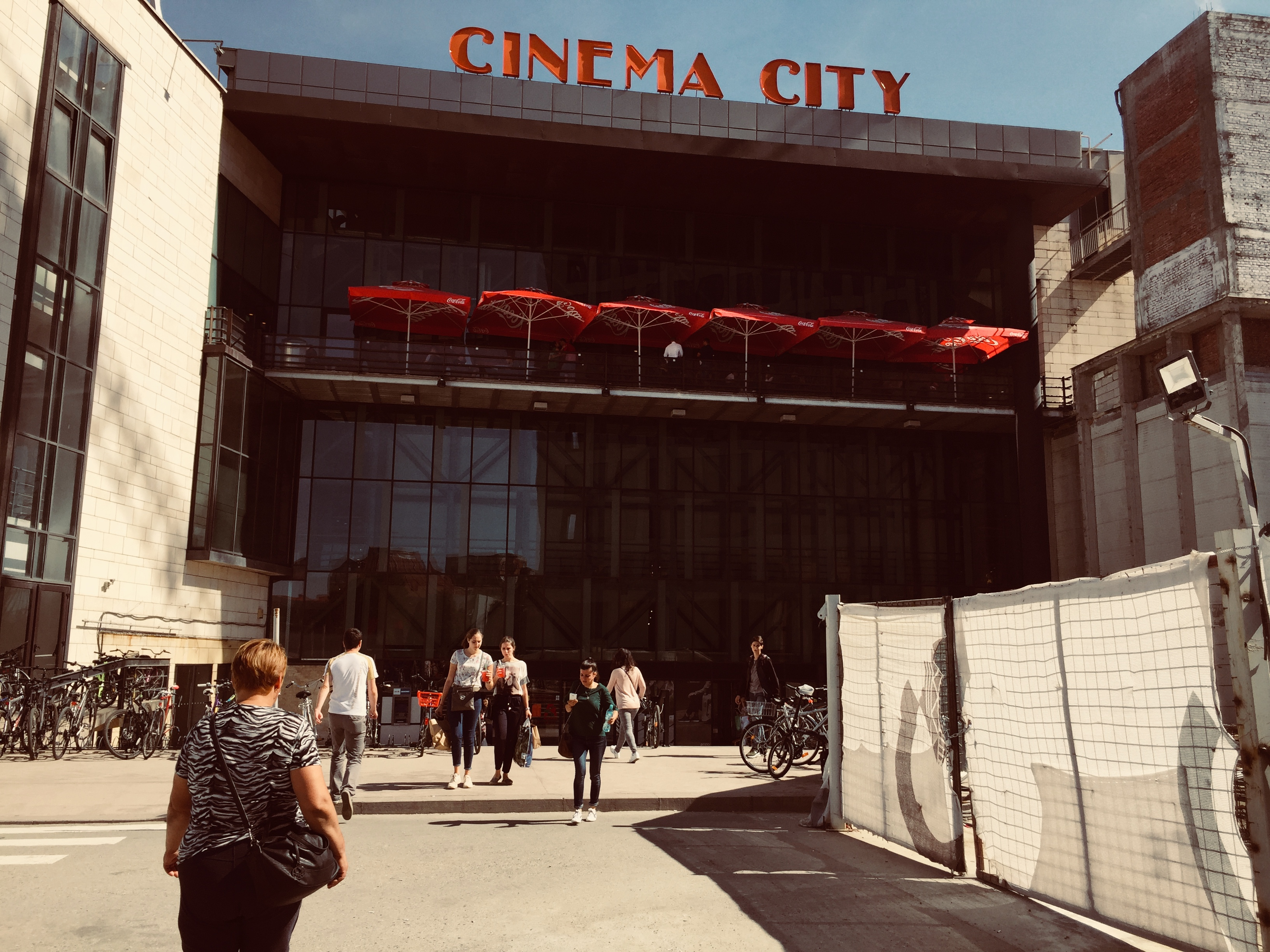